# Степовая Новоселовка
Степовая Новоселовка (укр. Степова Новоселівка) — село в Ягодненском сельском совете
Купянского района
Харьковской области.
Код КОАТУУ — 6323782008. Население по переписи 2001 года составляет 30 (14/16 м/ж) человек.

## Географическое положение
Село Степовая Новоселовка находится на расстоянии в 2 км от сёл Ивановка и Кисловка.
Рядом проходят автомобильная дорога Р-07 и железная дорога, станция Шапаривка.

## История
- 1890 — дата основания.

## Экономика
- Молочно-товарная ферма.